# Сазив
Сазив је скуп, заменске речи су збор, скуп, сабор. Прави збор, као што је то био Михољски збор не можемо правно уклопит у политику од 19. века. У форми коју је имао, за разлику од времена када је збор био главни орган управе и место доношења одлука. Југословенски народни покрет Збор не треба мешати са Михољским збором, јер Михољски збор није никада био замишљен да ради у парламентарној демократији коју видимо у вишестраначком систему. У том контексту се може цитирати Ратко Парежанин, који је објашњавао смисао речи „ЗБОР“ на следећи начин: „ЗБОР је наша стара народна реч. Она је нешто слично што и сабор. Уједно, представља крилатицу од појмова који изражавају битне тачке програма, делатности и тежњи покрета. Према томе З значи здружена, Б значи борбена, О значи организација и Р значи рада (ЗБОР)."